# Benjamin Schmideg
Benjamin Schmideg est un acteur australien, né le 12 juin 1986 dans l'état de  Victoria, en Australie. 
Il a joué dans de nombreuses séries télévisées.